# Éric Sarner
Pour les articles homonymes, voir Sarner.
 (mai 2024).
 (mai 2024).
La mise en forme du texte ne suit pas les recommandations de Wikipédia : il faut le « wikifier ».
Les points d'amélioration suivants sont les cas les plus fréquents. Le détail des points à revoir est peut-être précisé sur la page de discussion.
- Les titres sont pré-formatés par le logiciel. Ils ne sont ni en capitales, ni en gras.
- Le texte ne doit pas être écrit en capitales (les noms de famille non plus), ni en gras, ni en italique, ni en « petit »…
- Le gras n'est utilisé que pour surligner le titre de l'article dans l'introduction, une seule fois.
- L'italique est rarement utilisé : mots en langue étrangère, titres d'œuvres, noms de bateaux, etc.
- Les citations ne sont pas en italique mais en corps de texte normal. Elles sont entourées par des guillemets français : « et ».
- Les listes à puces sont à éviter, des paragraphes rédigés étant largement préférés. Les tableaux sont à réserver à la présentation de données structurées (résultats, etc.).
- Les appels de note de bas de page (petits chiffres en exposant, introduits par l'outil «  Source ») sont à placer entre la fin de phrase et le point final[comme ça].
- Les liens internes (vers d'autres articles de Wikipédia) sont à choisir avec parcimonie. Créez des liens vers des articles approfondissant le sujet. Les termes génériques sans rapport avec le sujet sont à éviter, ainsi que les répétitions de liens vers un même terme.
- Les liens externes sont à placer uniquement dans une section « Liens externes », à la fin de l'article. Ces liens sont à choisir avec parcimonie suivant les règles définies. Si un lien sert de source à l'article, son insertion dans le texte est à faire par les notes de bas de page.
- La présentation des références doit suivre les conventions bibliographiques. Il est recommandé d'utiliser les modèles {{Ouvrage}}, {{Chapitre}}, {{Article}}, {{Lien web}} et/ou {{Bibliographie}}. Le mode d'édition visuel peut mettre en forme automatiquement les références.
- Insérer une infobox (cadre d'informations à droite) n'est pas obligatoire pour parachever la mise en page.

Pour une aide détaillée, merci de consulter Aide:Wikification.
Si vous pensez que ces points ont été résolus, vous pouvez retirer ce bandeau et améliorer la mise en forme d'un autre article.
Éric Sarner, est un poète et écrivain français, également journaliste et réalisateur de documentaires.

## Biographie
Formé en philosophie (Département d’Études pluridisciplinaires des cultures, Paris VIII), notamment auprès d'Henri Meschonnic et en langue anglaise, en France et à Londres, il est lauréat du Prix Tudor Arghesi (Roumanie) en 2013. Il a reçu le Prix Max Jacob pour son recueil Cœur chronique en 2014 et le Grand prix de poésie Robert Ganzo en 2024.
Écrivain, poète, cinéaste, journaliste, passionné de grands espaces, Éric Sarner promène ses mots et sa voix aux quatre coins du monde. Né à Alger en 1943, ayant habité Marseille un temps, puis Montevideo (Uruguay) et aujourd’hui Sète, Éric Sarner écrit de port en port, prêt à partir à chaque instant. Il est l’auteur du très beau La Passe du vent (Payot, 2009), récit de voyage en forme d’enquête sur la disparition de l’écrivain haïtien Jacques Stephen Alexis, assassiné en 1961 par le régime de Duvalier dans des circonstances jamais élucidées.
Sugar, paru en 2001, raconte en vers la vie du grand boxeur noir américain Ray "Sugar" Robinson, texte adapté depuis au théâtre. Fondu de jazz, hanté par les mânes de Jack Kérouac ou John Steinbeck, Éric Sarner ne se lasse pas de parcourir les États-Unis d’Est en Ouest le long de la "mother road", la mythique route 66, à laquelle il a consacré un documentaire primé par la SCAM en 2007 (Route 66, une odyssée américaine) et un livre Sur la Route 66 (Hoëbeke, 2009). Un ouvrage consacré à la route la plus mythique du XXe siècle, qui appartient à l’imaginaire étatsunien.
Le pari d’Éric Sarner dans ses écrits est simple : transmettre son savoir mais aussi ses questionnements, ses observations, ses surprises. « J’aime bien être précis dans les données historiques, géographiques, politiques que je donne mais je ne prétends aucunement être historien - et je ne suis pas non plus un commentateur politique, si bien que je laisse aller plutôt ma plume et ma sensibilité affleurer (…). Je laisse aller mon cœur ». 
C’est ce qu’il fait dans Un voyage en Algérie(s), (Plon,2012) où se mêlent des impressions de voyages et le souvenir flottant d’une enfance passée dans ce pays qu’il a quitté très jeune. Ne connaissant de ce pays que la capitale, Alger, il découvre et raconte un pays complexe, pluriel dans ses langues, ses climats, ses habitants. En 2017, Eric Sarner revient avec un nouveau livre qui invite au voyage Regarde par la fenêtre (Ed. Akinomé), un récit de voyage de Montevideo à Ushuaïa en passant par Rio. La même année, il publie une suite de poèmes Solitude des mots (Ed. Tarabuste) et, chez le même éditeur, en 2020, Simples merveilles, un nouveau recueil. 
Eric Sarner collabore en tant qu'auteur à de nombreux livres d'artistes ou leporellos, notamment avec les plasticiens Maria Desmée, Michel Mousseau, Urusula Caruel, René Botti, Christine Valcke 
En 2021, il entre dans la collection Poésie/Gallimard (Sugar et autres poèmes"). Le recueil 99 codas, (Ed La rumeur libre) paraît en 2023. La même année, il publie, en tant que traducteur cette fois, une nouvelle version de "The Tempest", la dernière pièce de Shakespeare (Ed. Les Belles lettres). En juin 2024 paraît Lisbonne est une fable (Ed. Tarabuste), un récit de voyage.
En tant que documentariste, il a signé une vingtaine de films dans les domaines de la culture et du voyage pour France 3, France 5, La Chaîne Voyage, TMC, TF1 et Arte. Eric Sarner est également l'auteur et réalisateur d'un ciné-poème Le Ravissement de Palmyre (2015) 

## Publications

### Poésie
Depuis 1971, nombreuses lectures publiques et participation à des festivals et rencontres d’art contemporain en France et à l’étranger.
- Monos, préface de Joseph Delteil, Éd. de la Grisière, 1971.
- Trente-trois passages d'instants pour Giani, Manosque, chez Antoine Rico, 1974.
- La mainmorte du comte de Mirabeau, Éditions de La Nèpe, 1982.
- Jazz Encre, préface de Claude Nougaro, Éditions du Vent Noir, 1988.
- Une lettre trouvée à Lisbonne, illustrations de Miguelanxo Prado, D.S.Éditions, 1995 (éditions en portugais, espagnol et anglais, Meriberica/Liber, Lisbonne 1998).
- Petit carnet de silence, Éditions Dumerchez, 1996.
- L'ombre de l'autre, déjà, avec une suite graphique d'Ismaël Kachtihi del Moral, Éd. Rencontres, 2000.
- Sugar, Éd. Dumerchez, 2001 – et production théâtrale du texte  m.e.s. V.Poirier, Paris, Confluences, 2004.
- Minutes/montagnes, Tête à Texte suite poétique - Travaux graphiques de Giney Ayme, Éd. Rencontres, 2004.
- Et comme emportes, on demeure, Éd. Dumerchez, 2008.
- Presque un chant d’errance, sept segments, suite graphique d’Ismaël Kachtihi del Moral, Éd Rencontres, 2008.
- Présent avec une intervention de Bernard Rancillac, «Les Livres pauvres» de Daniel Leuwers, H.C., 2009.
- Éblouissements de Chet Baker, La Passe du vent, 2010.
- Ballade de Frankie, Ed. Le Castor astral, 2011.
- Cœur chronique, préface de Michel Deguy, Éd. Le Castor astral, 2013.
- 22 Figures au passage, illustrations de René Botti, éditions Les Venterniers, 2015.
- Sugar et autres poèmes, Gallimard, coll. « Poésie », 2021.
- 99 codas (sans récits), Ed. La rumeur libre, 2023

### Prose
- Beyrouth, Beyrouth à vif, Éditions Encre, 1985.
- Mourir place Tian an men, avec Bernard Debord, Éditions Olivier Orban, 1990.
- Instant America, Éditions Afat, 1997  (H.C.).
- La Passe du vent, Paris, Éditions Payot, coll. « Payot/Voyageurs », 1994 (trad. en allemand, Ed.Klett Cotta, 1998 ; trad. en espagnol, Mexico, Fundo de Cultura Economica, 1999).
- Mères et "folles" sur la Place de mai, Argentine 1977-1997, Paris, Éd. Desclée de Brouwer, 2000.
- Sur la route 66 - petites fictions d’Amérique, Éditions Hoebeke, 2009 (Bourse Brouillon d'un rêve, SCAM).
- Un voyage en Algérie(s), Paris, Éditions Plon, 2012.
- Lisbonne est une fable, Éditions Tarabuste, 2024

### Traductions
Livres, textes, interviews, articles, poèmes traduits de l'anglais, ou de l’espagnol dont :
- Les greniers de la colère ("Store up the anger"), roman de Wessel Ebersohn, Ed. Bernard Coutaz, 1988.
- Love train (Love train), roman de D. M. Thomas, Éditions Maren Sell, 1988.
- Aljibar 1 et 2, deux recueils de Pierre Joris, Ed. Phi 2007 et 2008.
- Complainte pour Ignacio Sanchez Mejias, poème de  F. Garcia Lorca, 2008.
- La Tempête, de William Shakespeare, Éditions Les Belles lettres, 2023

### Créations plastiques
- Tentations et Tâches de femmes, suite d'iconotextes. Galerie Marianne Cat, Marseille, 2004.
- Soupçons d'épopées, collages et photographies, Galerie Marianne Cat, Marseille, 2005.

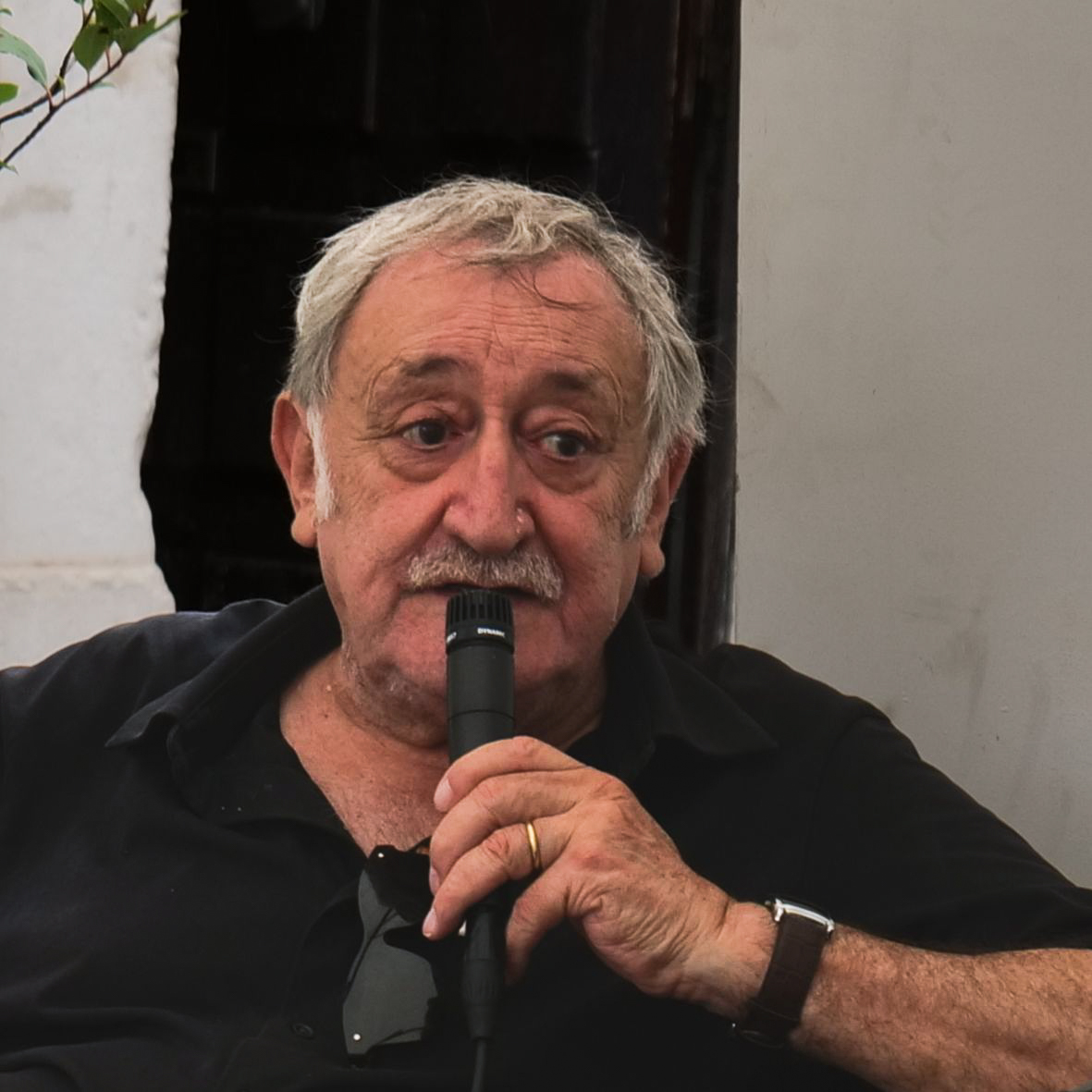
Sète, juillet 2022

### Travaux journalistiques

#### Presse écrite
À partir de 1978, articles critiques, portraits, entretiens, récits dans Libération, Le Monde, L'Express, Géo, Autrement, Ça m'intéresse, Alma, Chronique d'Amnesty International, etc.
- Articles en géopolitique : Proche-Orient, USA et Caraïbes.
- Entretiens : Pierre Bourdieu, Henri Cartier-Bresson et Edwy Plenel.
- Portraits : Henry Miller, Cory Aquino et Joseph Delteil.
- Récits : Hong Kong, New York, Californie et Barcelone.
- Critique : livres, théâtre, arts plastiques, jazz et chanson.
- Direction de l'anthologieVilles en guerre, revue Autrement.

#### Audiovisuel
À partir de 1986, multiples enquêtes et réalisations de films documentaires ou reportages (Antenne 2, TF1, FR3, ARTE, La Cinquième, Canal Plus et Gamma TV) entre autres, en tant qu'auteur et réalisateur
- 1987 : Philippines, naissance d’une nation ? journaliste et producteur délégué d'une série (2 × 52 min) de Claude Massot et Patrick Volson. TF1, février 1987 (Mention au Prix Italia 1987)
- 1989 : France, 6 millions illettrées ?, (52 min), avec Irène Richard - Canal Plus, février 1989, puis FR3, Programme Océaniques, mai 1989, Sept d'Or 1989 (Meilleure Soirée Spéciale)
- 1990 : Paroles d’otages Coordination des documentaires de P. Volson et J.-C. Raspiengeas  (3 × 52 min) TF1, 11 et 18 janvier
- 1996 : Budapest, l'insurrection, « la victoire d'une défaite », avec Jean-Charles Deniau et Tania Rakhmanova[3] (52 min) La 5ème, « Le Sens de l'Histoire », 6 octobre ;
- 1996 : Jack Kerouac, (47 min), avec Michel Viotte Série Écrivains du XXe siècle, France 3, 27 novembre
- 1999 : Haïti : une moitie de paradis, (52 min), série Routes oubliées, Chaîne Voyage, novembre 1999
- 1999 : Liban : mille chantiers, (52 min), série Routes oubliées, Chaîne Voyage, décembre 1999
- 2003 : Nicaragua : parmi les volcans, (52 min), série Routes oubliées, Chaîne Voyage
- 2003 : Marseille, une ville monde, (52 min), série Ports de Méditerranée Chaîne Voyage et TMC
- 2003 : Barcelone, ville ouverte, (52 min) série Ports de Méditerranée Chaîne Voyage et TMC
- 2004 : Gênes, un balcon sur la mer, (52 min), série Ports de Méditerranée Chaîne Voyage et TMC
- 2004 : Alexandrie, probablement…, (52 min), série Ports de Méditerranée Chaîne Voyage et TMC
- 2004 : Istanbul, la terre, le ciel et l'eau, (52 min), série Ports de Méditerranée Chaîne Voyage et TMC
- 2005 : Route 66 – un rêve américain, 52 min, France 5
- 2006 : Les îles des princes, 52 min, Voyage
- 2006 : Nuraghi, documentaire (52 min), France 3
- 2007 : Afrique du sud, la Bonne Aventure, 52 min, France 5
- 2008 : Patagonie à tous vents, 52 min, France 5
- 2010 : Sénac, Jean, Algérien, poète, 52 min, R.T.L.P.

#### Autres activités dans l'audiovisuel
- Responsable de l'Unité Documentaires, IMA Productions, Paris (1989) ;
- Rédacteur en chef  V.I .Presse Taxi Production (1989-1990) ;
- Diverses rédactions et voice over (Arte, Fr3, Canal Plus, etc.) ;
- Divers reportages pour les magazines La Marche du siècle, (1996-1997) et Metropolis (A.Glucksman, JMG Le  Clézio, Ariane Mnouchkine et Théâtre du Soleil, Lucien Bodard, Henry Bauchau, etc.), 1997-2001).

#### Formation
- Depuis 1992, intervenant et consultant auprès du Service des Relations Humaines de France 3, auprès du Centre de Formation puis de l’Université France-Télévisions
- Interventions pédagogiques et missions d’expertise pour CFI (Canal France International) depuis 2008.

### Radio
Multiples collaborations à France-Culture, France-Inter, Radio-Nova tantôt comme journaliste ou producteur, tantôt comme écrivain ou réalisateur de télévision.